# Prasanta Chandra Mahalanobis
Prasanta Chandra Mahalanobis (bengali : প্রশান্ত চন্দ্র মহলানবিস), né le 29 juin 1893 à Calcutta et mort le 28 juin 1972 dans la même ville, est un statisticien indien connu pour avoir proposé en 1936 une mesure statistique, nommée en son honneur distance de Mahalanobis.

## Biographie
En 1931, il fonde l'Institut indien de statistiques, et en 1933 la revue consacrée à la statistique Sankhyā (en).
En 1945, il est élu membre de la Royal Society.
En décembre 2006, le Premier ministre indien Manmohan Singh annonce que le 29 juin (date d'anniversaire de Mahalanobis) serait désormais la journée nationale de la statistique (National Statistical Day).

## Contributions à la statistique
Il a fait des études d'avant-garde dans le domaine de l'anthropométrie et a contribué à la conception d'enquêtes par sondage à grande échelle.